# Earl Washington

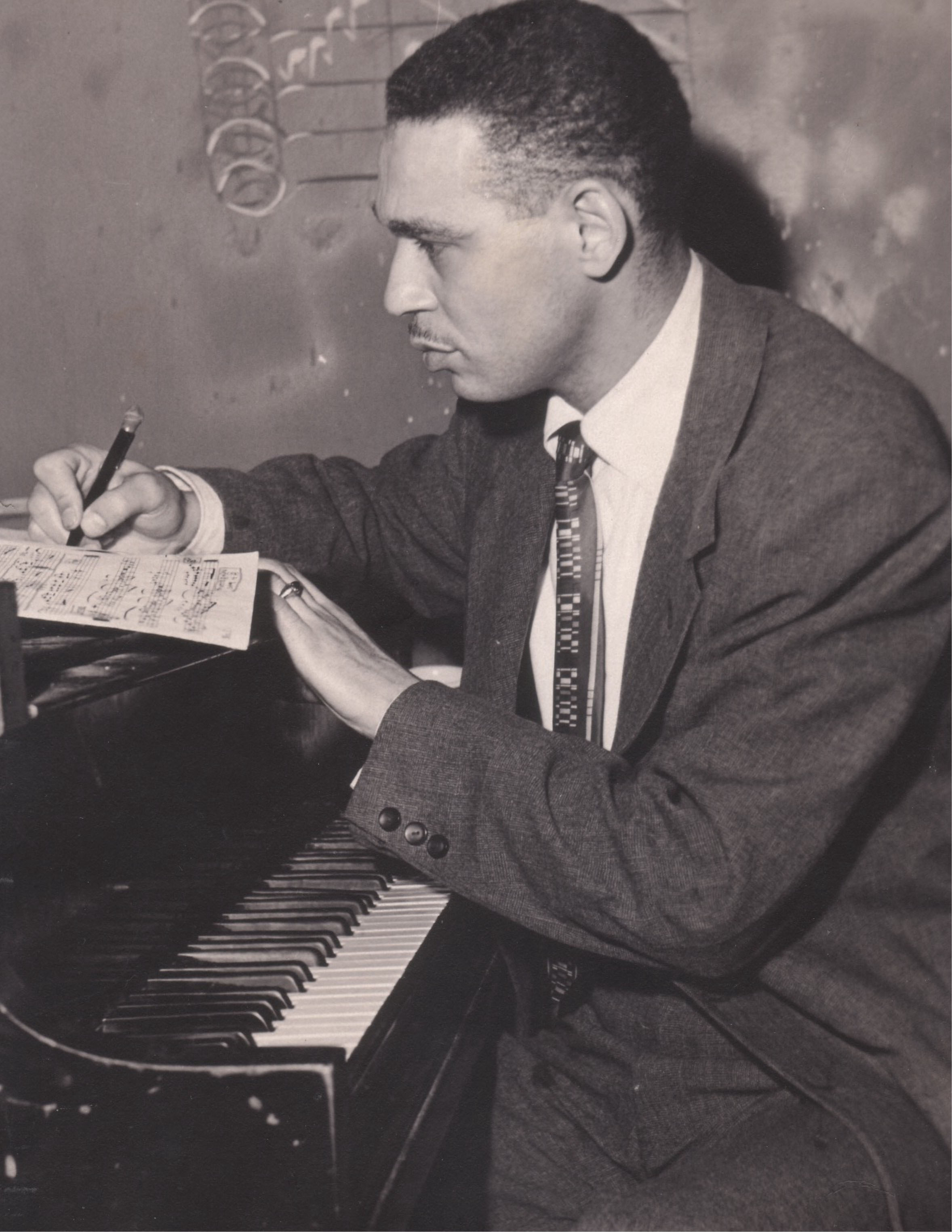
Earl Washington

Earl Washington (* 3. April 1921  in Chicago; † 18. Juni 1975) war ein US-amerikanischer Jazzpianist.

## Leben und Wirken
Earl Washington wuchs in Morgan Park im Südwesten Chicagos auf. Er graduierte an der Morgan Park High School und erwarb als 14-Jähriger den Chicago Boxing Golden Glove. Während seiner Highschoolzeit spielte er Jazz als Pianist, daneben hatte er klassischen Klavierunterricht bei Walter Dellers, Professor der Chicago Academy of Music. Nach Abschluss der Highschool studierte Washington an Konservatorien in Chicago und Boston, wo er den Bachelor of Arts und Master erwarb. Während des Zweiten Weltkriegs diente er bei der US-Marine. Nach Kriegsende wurde er Mitglied der Musikergewerkschaft Musicians’ Union Local 10-208. 1947 spielte er in Red Saunders’ Band, die im Nachtclub Club DeLisa auftrat. Anfang der 1950er Jahre verließ er die Saunders-Band und arbeitete in den Aufnahmestudios von Chicago, Detroit und New York City als Studiomusiker. Daneben schrieb er Musiktitel für Motown-Künstler und nahm Jingles und TV-Erkennungsmelodien auf, u. a. mit Quincy Jones und dem Chicagoer Discjockey Herb Kent von WVON Radio. Für das Motown-Sublabel Workshop Jazz Motown spielte Washington zwei LPs und für Checker (Wolf Call) und Formal (March Lightly) mehrere Singles ein; außerdem war er als Pianist in Chicagos Blue Note Club, im Gaslight Club und im Playboy Club tätig. Kurz vor seinem Tod arbeitete er im The Inn Place, unterrichtete Jazzpiano und hielt Kurse über Geschichte des Jazz an der Indiana University. Mit seiner Frau Dorothy Jean Washington hatte er sechs Söhne. Im Bereich des Jazz wirkte Washington zwischen 1947 und 1972 bei 39 Aufnahmesessions mit.

## Diskographische Hinweise
- All Star Jazz (Workshop, 1963), mit Sonny Payne, Frank Wess, Frank Foster, Thad Jones
- Reflections (Workshop, 1964), mit Israel Crosby und Vernel Fournier